# 新兴洞站
新興洞站（韓語：신흥동역）是朝鮮民主主義人民共和國平安北道球场郡的一個鐵路車站，属于满浦线。

## 历史
- 1934年11月1日，开通使用。

## 邻近车站
满浦线
鱼龙站 - 新興洞站 - 北薪岘站